# Wally Campbell
Wally Campbell (Trenton, New Jersey, 16 juli 1926 - Salem, Indiana, 17 juli 1954) was een Amerikaans stockcar-, midgetcar- en sprintcarcoureur. In 1951 was hij kampioen in het NASCAR Modified-kampioenschap en in 1953 was hij Rookie of the Year in het AAA Eastern Division Sprint Car-kampioenschap.

## Carrière
Campbell begon zijn stockcarcarrière op de Flemington Fairgrounds in New Jersey in 1947 waar hij meteen over de kop sloeg. Aan het eind van dat jaar was hij kampioen van het nieuwe ASCRA-kampioenschap. Hij eindigde in 1948 zesde in dit kampioenschap en in 1949 en 1950 won hij in dit kampioenschap weer twee titels. In 1951 won hij de NASCAR Modified-titel en in 1952 werd hij tweede in de NASCAR Speedway Division achter Buck Baker. In 1953 won hij vijf AAA sprintcar-wedstrijden na een late start in augustus. In 1954 schreef hij zich in voor de Indianapolis 500, maar hij werd naar huis gestuurd om "meer ervaring op te doen". Deze race was ook onderdeel van het Formule 1-kampioenschap. Later dat jaar startte hij in twee AAA Championship Car-races op Langhorne Speedway en Darlington Speedway, maar wist in beide races niet te finishen. Één dag na zijn 28ste verjaardag kwam Campbell om bij een ongeluk tijdens een AAA Midwestern Division sprint car-race. Hij leidde het AAA Eastern Division-kampioenschap ten tijde van zijn dood.

## Prijzen
Campbell werd in 2011 geïntroduceerd in de National Sprint Car Hall of Fame.